# Ranunculus pallasii
Ranunculus pallasii är en ranunkelväxtart som beskrevs av Schlecht.. Ranunculus pallasii ingår i släktet ranunkler, och familjen ranunkelväxter. Inga underarter finns listade i Catalogue of Life.